# Bisó
Bisó är ett vattendrag i Ungern.   Det ligger i provinsen Borsod-Abaúj-Zemplén, i den nordöstra delen av landet, 210 km nordost om huvudstaden Budapest.